# Рожанковский, Павел Степанович

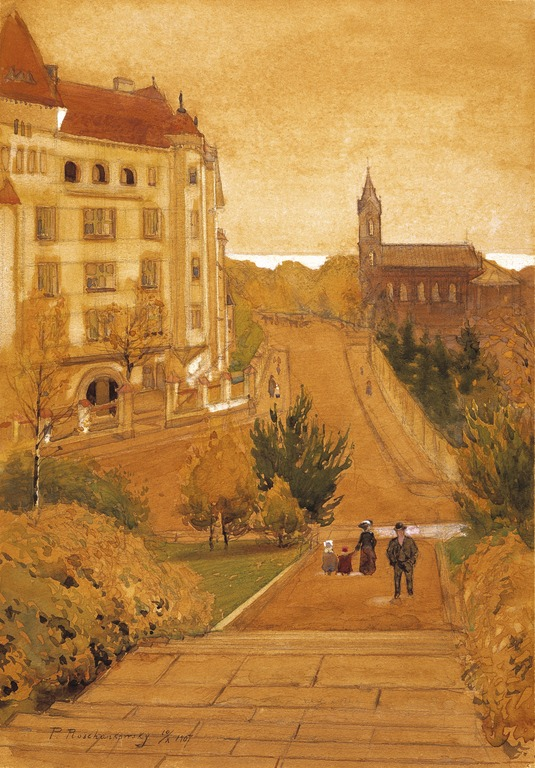
Roschankowsky Paul. Näkymä Tähtitorninmäeltä Kaivopuistoon Ullankadun suuntaan. 1907

Рожанковский, Павел Степанович (1879—1921 (?)) — русский художник.

## Биография
О жизни Павла Степановича мало что известно. Родился в семье Лидии Киприановны Кордасевич и Степана Федоровича Рожанковского (1848— 10.06.1897) — директора Ревельской Александровской гимназии. Детей было пятеро — три мальчика и две девочки. Брат Павла — Рожанковский Фёдор Степанович (24.12.1891—12.10.1970) — известный график и иллюстратор. Другой брат — Сергей, так же занимался графикой. Павел Степанович учился в Санкт-Петербурге, посещал курсы вольнослушателей в Императорской Академии художеств, общался с Николаем Рерихом, Ильёй Репиным и особенно с Григором Ауэром, у которого он гостил в Питкяранте и Петербурге, о чём свидетельствуют многочисленные рисунки Рожанковского в гостевой книге Ауэров. Одно время, как минимум в 1909 году, был директором технического училища в Ялте. Иллюстрации Павла Степановича публиковались в журналах Нива (1908, № 12) и Лукоморье (1916, № 28). Так же есть сведения, что позднее занимал должность председателя Полтавского профсоюза художников, работал в Харьковском книжном издательстве, а в 1921, якобы, «застрелился из-за несчастной любви, как гласит семейное предание». Однако, не смотря на сведения о смерти, числится участником выставки Полтавского филиала АХРР в 1926 и выставки украинского изобразительного искусства в 1950.

## Известность в Финляндии
Рожанковский имеет некоторую известность в Финляндии. В 1907 году, вероятно, за заработоком, он отправляется в Хельсинки, где создает серию акварельных пейзажей с видами города. Семь из них были закуплены в 1928 году Городским музеем Хельсинки у торговца антикварными книгами и профессионального спортсмена на пенсии — Йохана К. Линдстедта. На оборотной стороне, скорее всего рукой Линдстедта, на шведском написано, что акварели принадлежат художнику из Галиции Полу Рощанковскому, который умер во время Первой мировой войны в 1918 году («akvarell-målning av galiziska konstnären P. Roschankowsky 1907; död 1918 i världskriget»). Некоторые из этих картин неоднократно участвовали в выставках. Так же Павел Рожанковский известен как художник-анималист. Часто работы художника можно встретить на онлайн-аукционах. Есть информация, что некоторые произведения были использованы в оформлении открыток.

## В собраниях российских музеев
Работы хранятся в Государственном музейно-выставочном центре «РОСИЗО», Рыбинском государственном историко-архитектурном и художественном музее-заповеднике, Государственном музее изобразительных искусств Республики Татарстан и Национальной галерее Республики Коми.